# Gli avvoltoi hanno fame
Gli avvoltoi hanno fame (Two Mules for Sister Sara) è un film del 1970 diretto da Don Siegel con Clint Eastwood e Shirley MacLaine.

## Trama
Il film si svolge durante l'Intervento francese in Messico (1862-1867).
Tre banditi hanno preso una donna e la vogliono violentare per poi ucciderla. La stanno per denudare del tutto, quando un uomo, dall'animo buono, dopo un avvertimento, li fa fuori salvandola dalle loro grinfie. La donna in verità è una suora, di nome Sara, mentre lui si presenta come Hogan.
Arriva all'orizzonte la cavalleria francese e Sara afferma che la stanno cercando perché ha preso dei soldi per conto di un gruppo di messicani che vuole l'indipendenza del loro paese.
Dopo varie avventure, in cui Hogan rimarrà ferito e Sara farà vedere tutto il suo coraggio, si scopre che la "suora" in verità è, o quanto meno è stata, una prostituta.
I due, con l'aiuto degli uomini del villaggio, riusciranno a scacciare i francesi e ad andarsene insieme.

## Colonna sonora
1. Main title - 4:17
2. A time for miracles - 1:55
3. Night on the desert - 3:14
4. Sister Sara's theme - 1:26
5. The swinging rope - 3:41
6. The braying mule - 2:33
7. La cueva - 2:15
8. La cantina - 1:32
9. The cool mule - 2:18
10. The battle - 3:31
11. Main title - 3:28

## Distribuzione
- Germania Ovest: 12 febbraio 1970
- Svezia: 2 marzo 1970
- USA: 16 giugno 1970
- Francia: 1º luglio 1970